# Okręg administracyjny 1 Düsseldorfu
Okręg administracyjny 1 Düsseldorfu, Düsseldorf-Stadtbezirk 1, Stadtbezirk 1 – okręg administracyjny (niem. Stadtbezirk) w Düsseldorfie, w Niemczech, w kraju związkowym Nadrenia Północna-Westfalia, w rejencji Düsseldorf. 
W skład okręgu administracyjnego wchodzi sześć dzielnic (Stadtteil):
1. Altstadt
2. Carlstadt
3. Derendorf
4. Golzheim
5. Pempelfort
6. Stadtmitte